# Guy Wetmore Carryl
Guy Wetmore Carryl (ur. 4 marca 1873 w Nowym Jorku, zm. 1 kwietnia 1904 tamże) – amerykański poeta i humorysta.

## Życiorys
Był synem pisarza Charlesa Edwarda Carryla i jego żony Mary R. Wetmore. W wieku dwudziestu lat napisał swój pierwszy artykuł do New York Timesa.  Chodził do Cutler School, a gdy miał dwadzieścia dwa lata ukończył Columbia College. W czasie studiów pisał sztuki dla amatorskiego teatrzyku. Był postrzegany jako człowiek o nienagannych manierach, wysublimowanym dowcipie i ogromnej chęci życia. Po uzyskaniu dyplomu, w 1896 został dziennikarzem i wyjechał jako korespondent do Paryża. Poeta zmarł w Roosevelt Hospital w Nowym Jorku na infekcję, której nabawił się podczas pożaru jego domu.

## Twórczość

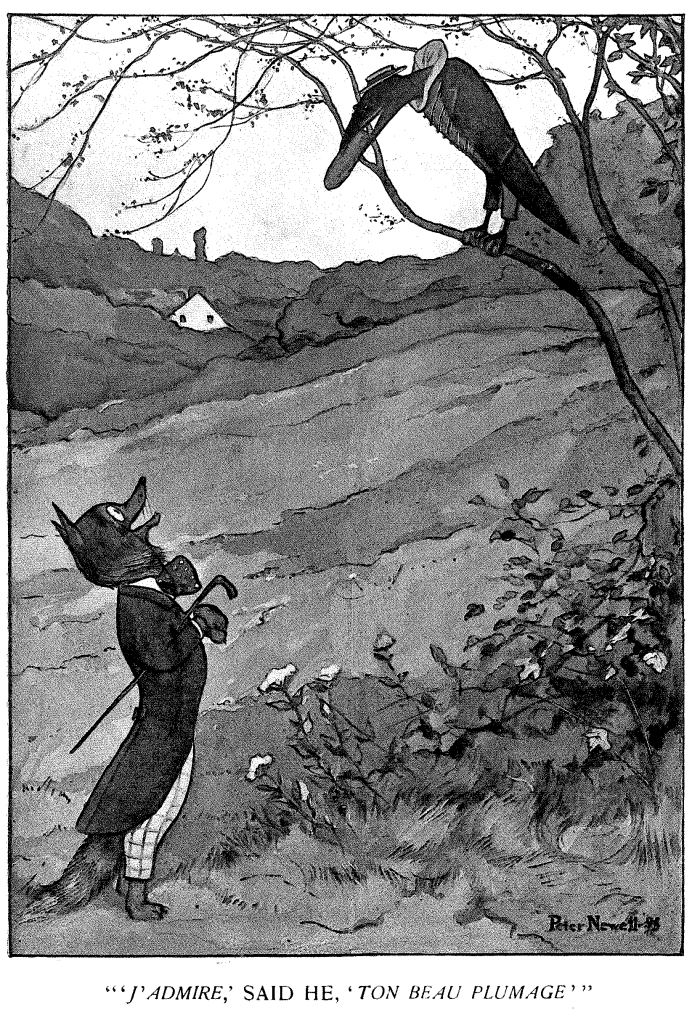
Ilustracja Petera Newella do Fables for the Frivolous Guya Wetmore’a Carryla.

Guy Wetmore Carryl pisał przede wszystkim parodie. Wydał książki: Fables for the Frivolous (with Apologies to La Fontaine) (1898), Mother Goose for Grown-Ups (1900), Grimm Tales Made Gay (1902), The Lieutenant Governor (1902), Zut and Other Parisians (1903) i The Transgression of Andrew Vane (1904). Pośmiertnie ukazały się jeszcze Far From the Maddening Girls, z tytułem będącym aluzją do powieści Thomasa Hardy’ego Z dala od zgiełku (Far from the Maddening Crowd) i The Garden of Years (obie w 1904).
Guy Wetmore Carryl został zapamiętany jako autor złotej myśli: It takes two bodies to make one seduction (Do grzechu trzeba dwojga ciał), która zgorszyła jego nauczycielkę, Harry Thurston Peck.